# جامع أحمد الفاتح (البحرين)
جامع أحمد الفاتح المعروف أيضا باسم مركز أحمد الفاتح الإسلامي هو واحد من أكبر المساجد في العالم، وأكبر مسجد في البحرين، وتقدر مساحته بحوالي 6500 متر مربع ويستوعب 7000 مصلي في وقت واحد. بُنِيَ المسجد على يد أمير البحرين الراحل الشيخ عيسى بن سلمان آل خليفة في عام 1988 وسُمّي تيمنا باسم أحمد الفاتح الذي فتح البحرين. في عام 2006 أصبح جامع الفاتح موقع لمكتبة البحرين الوطنية.

## البناء
المسجد هو أكبر مكان للعبادة في البحرين. ويقع بجانب شارع الفاتح السريع في الجفير، وهي قرية تقع في العاصمة المنامة. بُنيت قبة ضخمة على أعلى جامع الفاتح التي شُيّدت بالكامل من الألياف الزجاجية ويبلغ وزنها أكثر من 60 طن وتعتبر القبة حاليا هي أكبر قبة مصنوعة من الألياف الزجاجية في العالم. الرخام المستخدم في الأرضيات إيطالي والثريا من النمسا. الأبواب مصنوعة من خشب الساج من الهند. الكتابات على حوائط المسجد هي كتابات بالخط العربي المسمى الخط الكوفي وهو من أنواع الخطوط القديمة جدا.

## المكتبة
مكتبة مركز أحمد الفاتح الإسلامي تحتوي على حوالي 7000 كتاب بعضها قديم ويعود تأليفه وطباعته إلى أكثر من 100 عام. تشمل هذه النسخ على كتب أحاديث نبي الإسلام محمد، والموسوعة العربية العالمية، وموسوعة الفقه الإسلامي، ومجلات جامعة الأزهر التي تم طباعتها قبل أكثر من مائة سنة، وكذلك العديد من الدوريات والمجلات.

## السياحة
يعتبر الجامع أحد المناطق السياحية في مملكة البحرين فأبوابه مفتوحة من التاسعة صباحا إلى الخامسة مساء، وتجرى فيه جولات سياحية بواسطة مرشدين بلغات منوعة ومنها اللغة الإنجليزية، والفرنسية، والفلبينية، والروسية. وتتوقف الجولات السياحية للسائحين في أيام الجمعة والأعياد الرسمية.

## الاحتجاجات البحرينية
قامت احتجاجات في البحرين في 14 فبراير 2011 ضمن ثورات الربيع العربي في دوار اللؤلؤة للمطالبة باسقاط النظام الملكي وإقامة نظام جمهوري مما ولد تيار مضاد يتكون من الإسلاميين السنة والشيعة والمسيحيين والليبراليين والوافدين الذين قرروا التجمع في ساحة جامع أحمد الفاتح للمطالبة بإصلاح النظام فقط من دون اسقاطه وذلك في 21 فبراير 2011 وقد تجمع ما يقارب 300 ألف شخص مما نتج عنه تأسيس تجمع الوحدة الوطنية برئاسة عبد اللطيف المحمود كجمعية سياسية غير رسمية.

## معرض صور

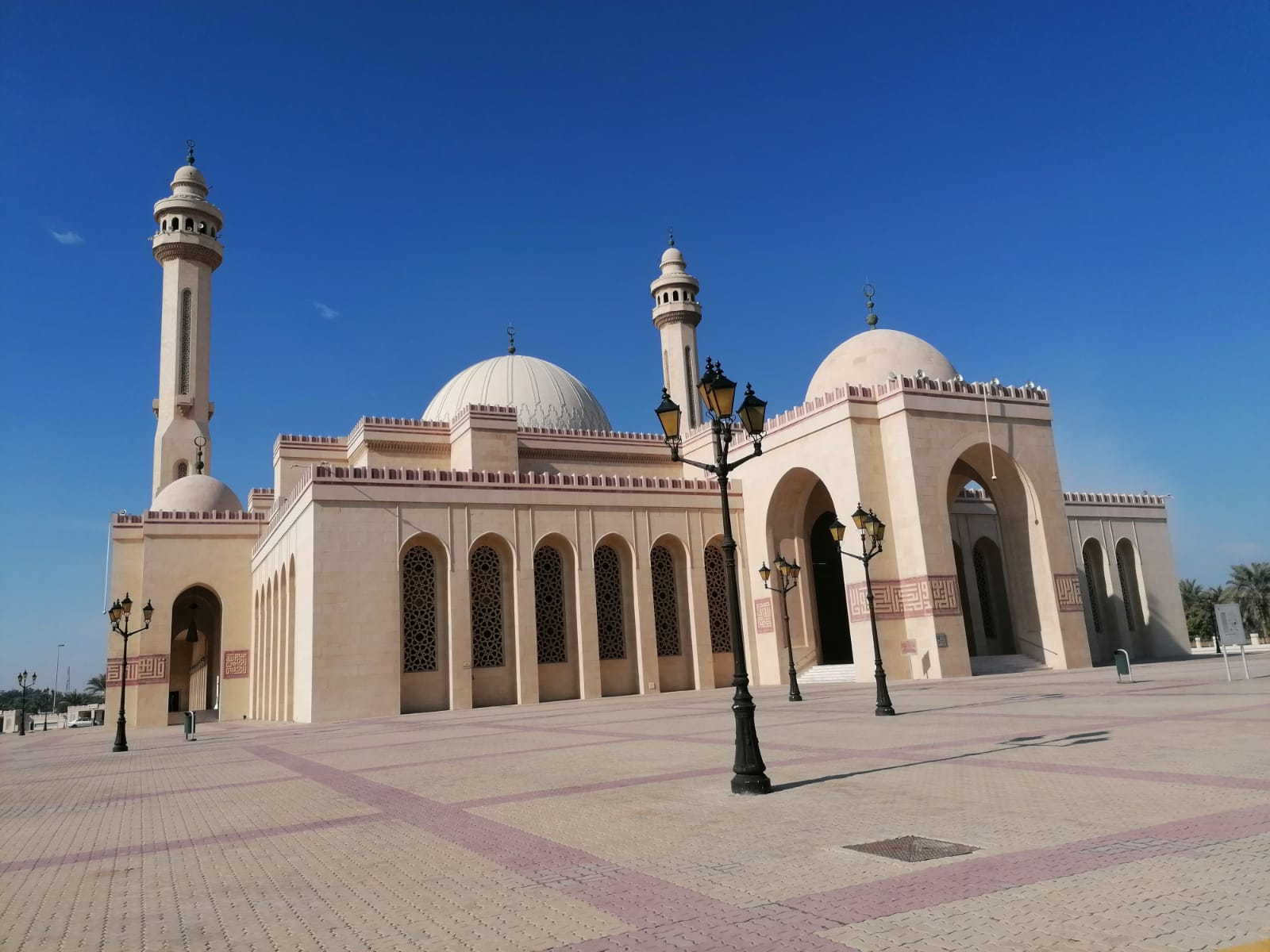
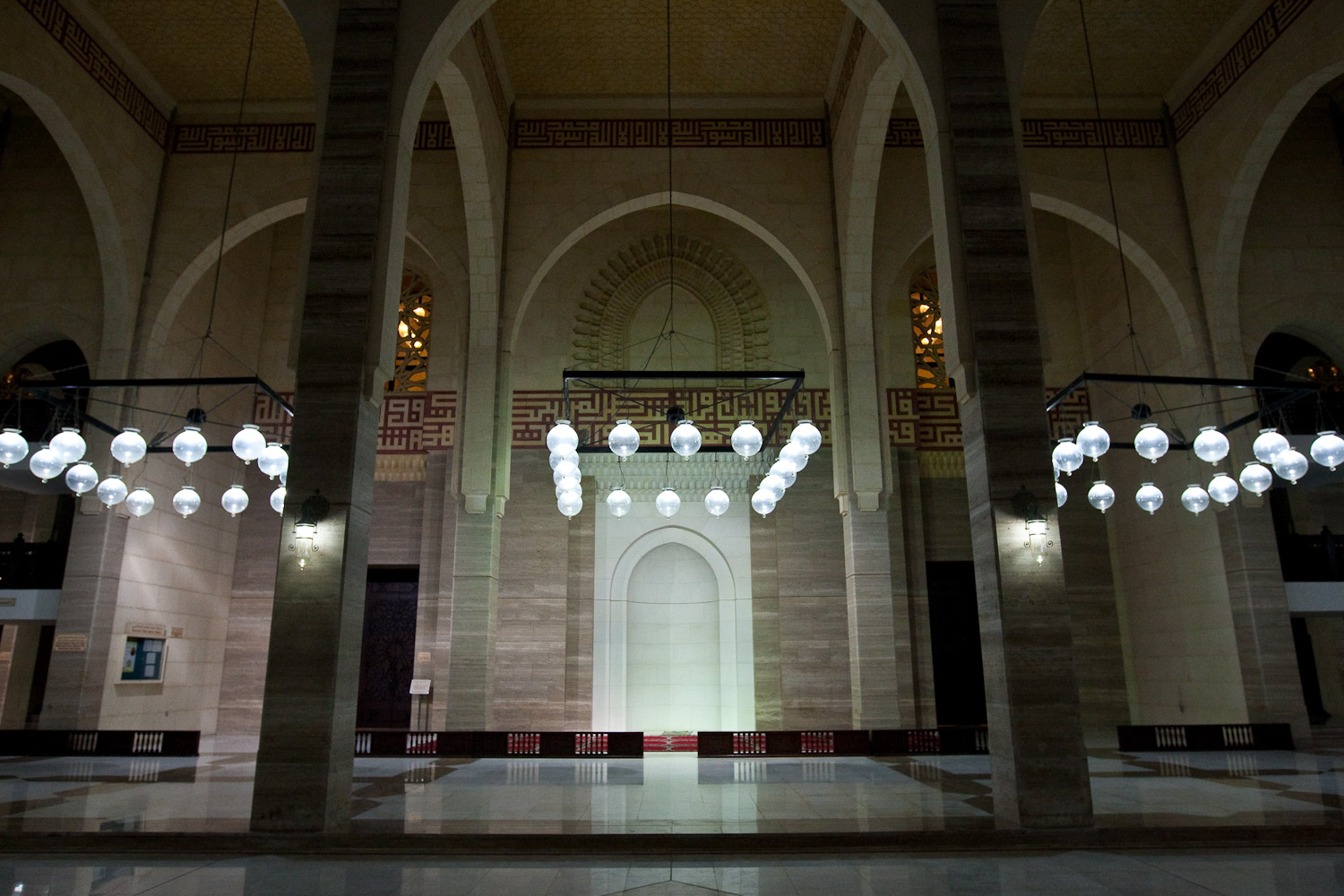
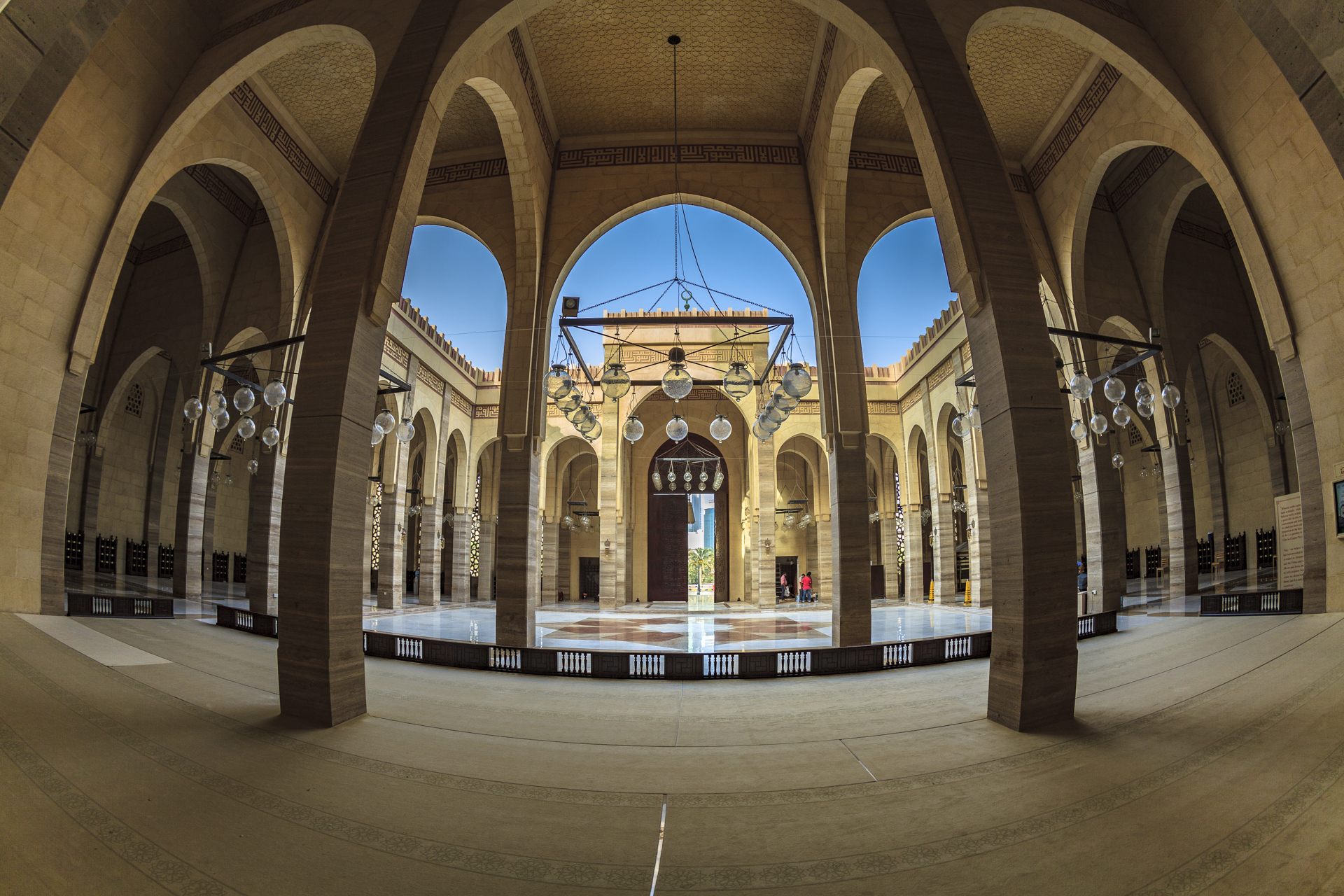
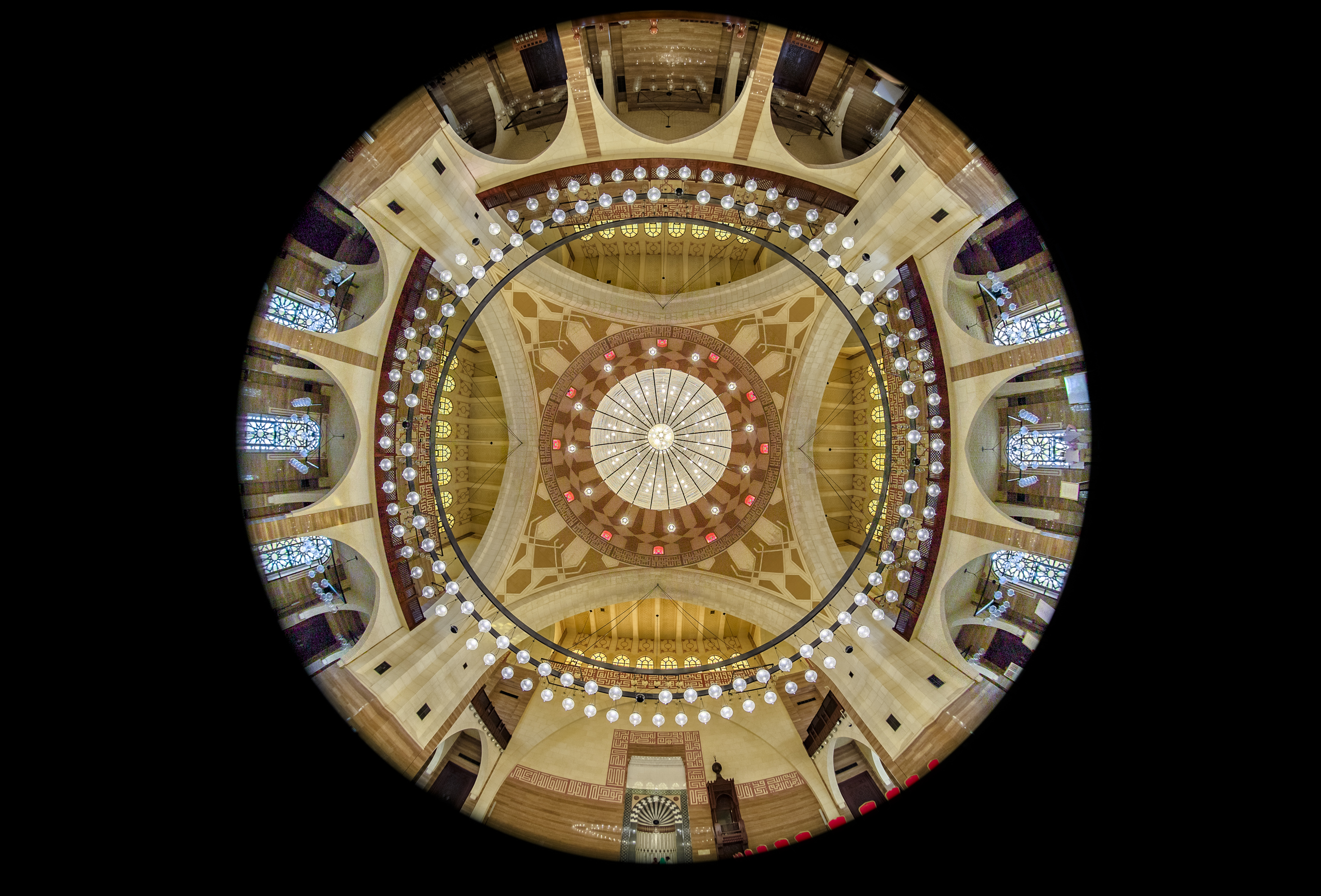
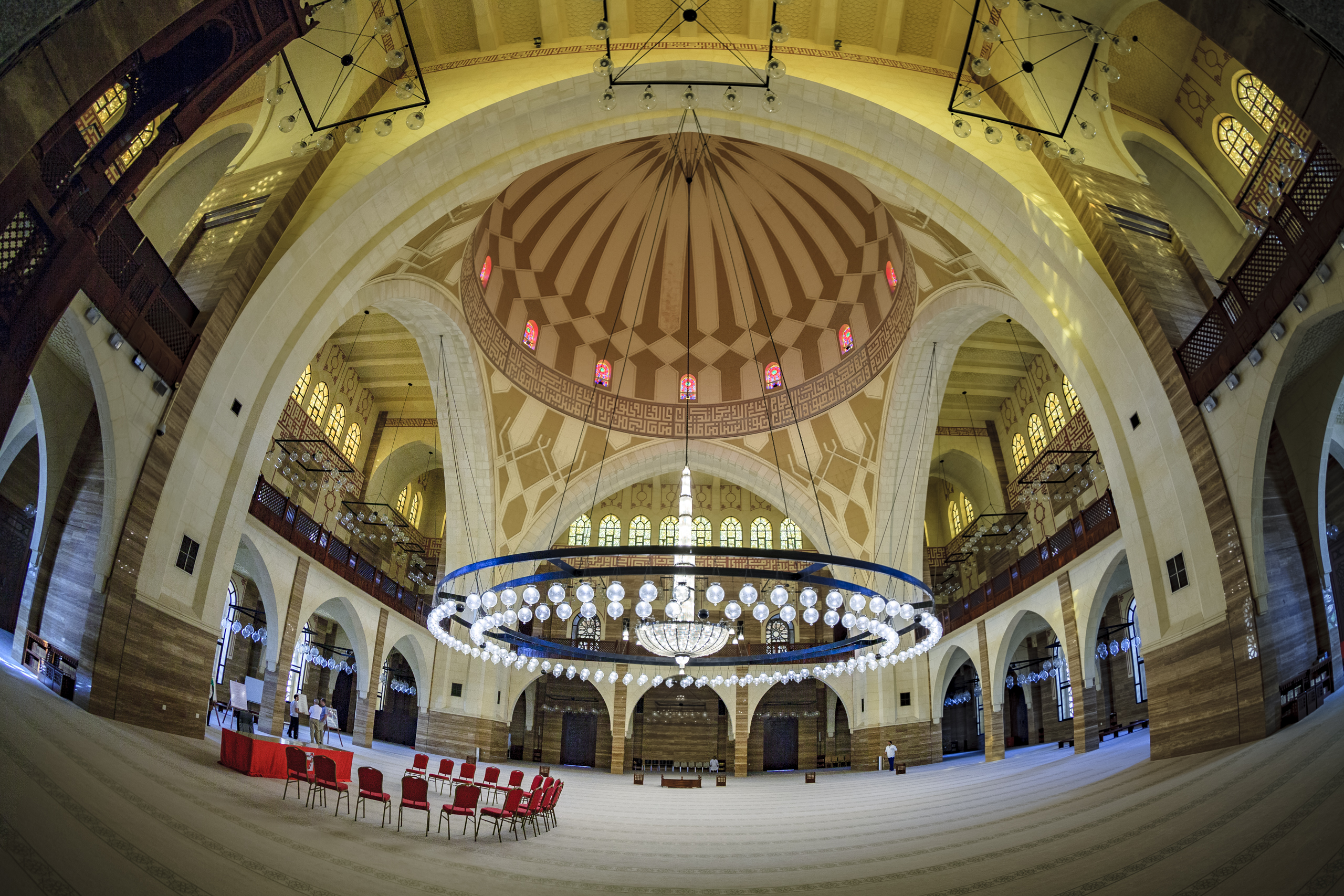
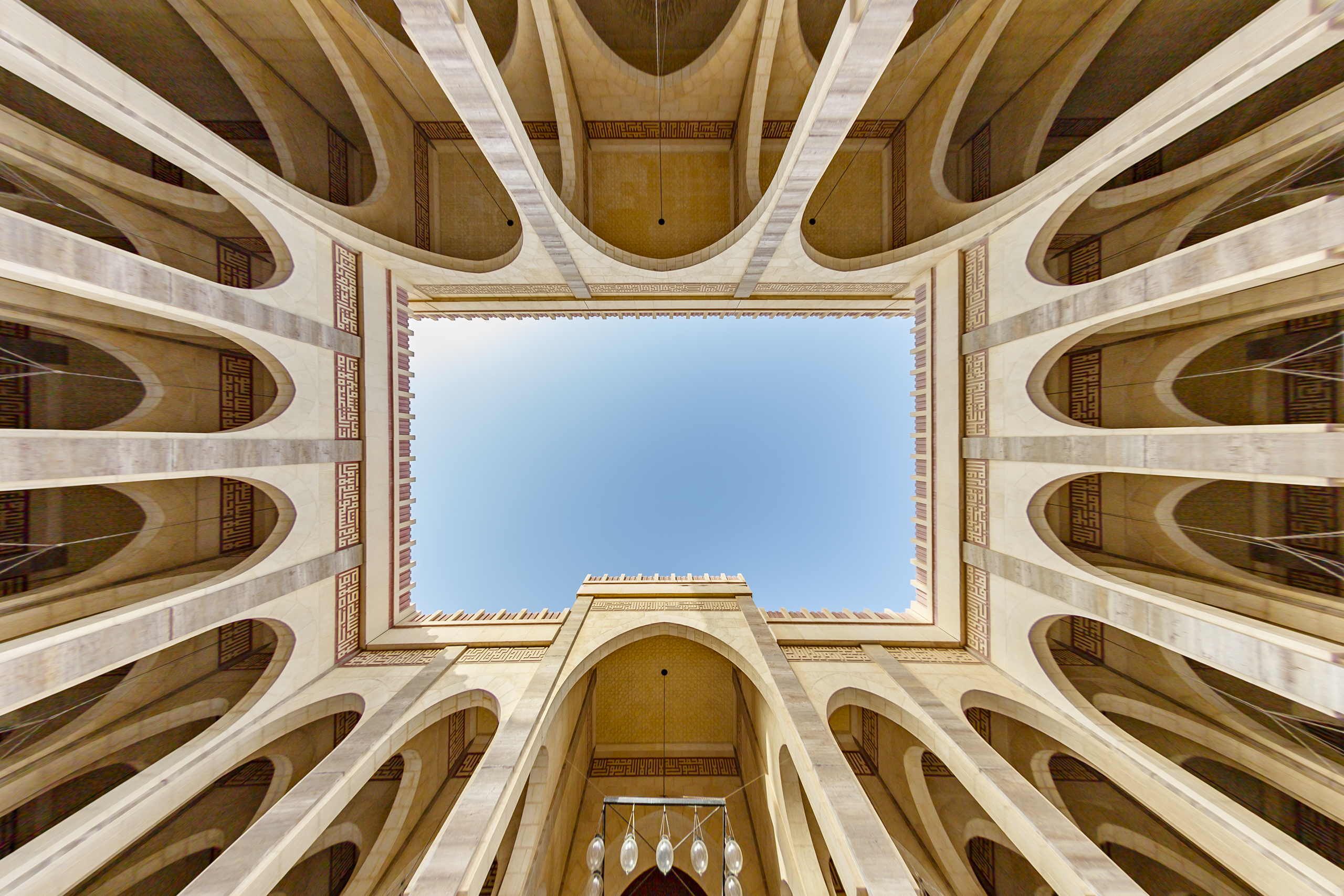
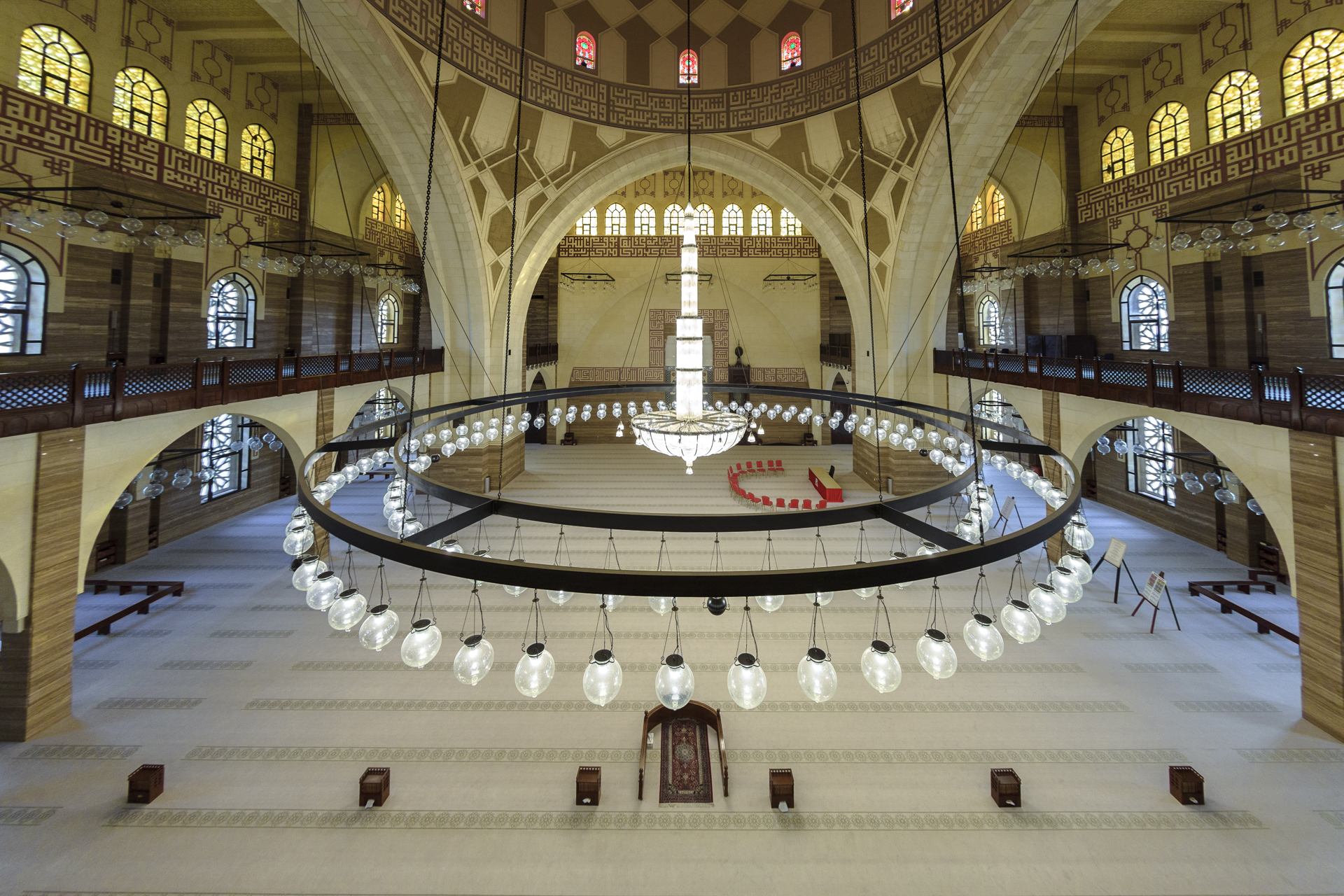
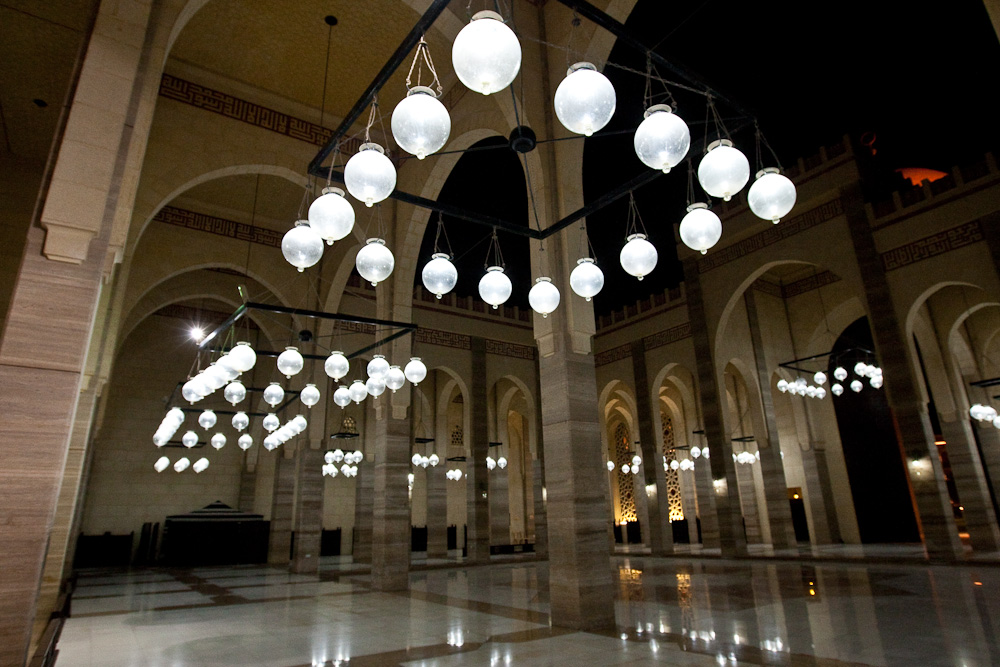
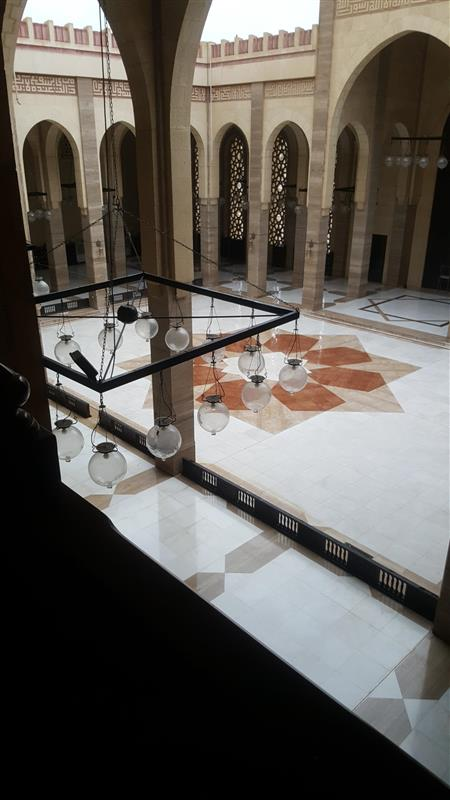
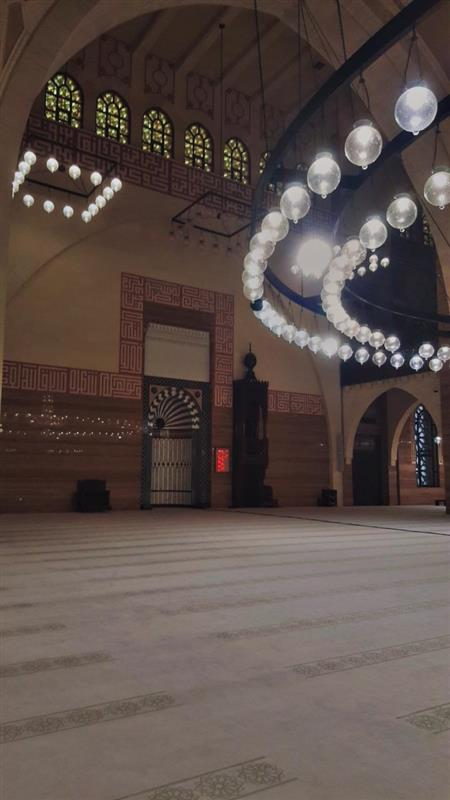